# Koninkrijk Champa
Het koninkrijk Champa ontstond in de 2e eeuw in het gebied rond het hedendaagse Đà Nẵng in Vietnam. Het werd gesticht door de Cham, die niet etnisch gerelateerd zijn aan de Vietnamezen. Het koninkrijk wordt voor het eerst vermeld in de keizerlijke geschriften van China in 192 onder de naam Lin Yi (Lam Ap). Alhoewel het koninkrijk Funan, dat ten zuiden lag van Champa, niet beïnvloed was door China, werd Champa in de 1600 jaar van zijn bestaan regelmatig door de Chinezen bezet. Champa moest tijdens zijn bestaan regelmatig balanceren tussen twee buren die sterker waren qua inwoners en militaire macht, namelijk Dai Viet Quoc (Vietnam) en het rijk van de Khmers. Net als Funan was Champa een zeevarende handelsmacht en heerste ze slechts over een klein landgebied. Champa had contact met landen zo ver weg als het koninkrijk Butuan in de hedendaagse Filipijnen. 
In het jaar 192 was het gebied van Champa volgens Chinese geschriften voornamelijk gesitueerd in het gebied dat overeenkomt met de hedendaagse provincie Bình Thuận in het zuiden van Vietnam. Tijdens de 3e eeuw, ongeveer 248, volgde een snelle expansie noordwaarts en voor een korte periode veroverden ze zelfs het dal van de Rode Rivier (Song Hong) in Tonkin en zuidelijke Chinese provincies op de Chinese Han-dynastie. Tijdens de 4e eeuw en 5e eeuw heroverden de Chinezen de verloren gebieden. In 543 viel Champa opnieuw Vietnam aan, maar werd verslagen door de troepen van Pham Tu een generaal onder koning Ly Bon.
Tot de 8e eeuw verloor Champa langzaam zijn noordelijke gebieden totdat het ongeveer het huidige centraal (Annam) Vietnam en zuid Vietnam (Cochin China) besloeg. In het zuiden daarentegen veroverde het langzaam de gebieden van het koninkrijk Funan.In 982 viel Dai Viet Quoc (Vietnam) onder leiding van Ly Thuong Kiet opnieuw Champa binnen. De Chams verdedigden hun rijk succesvol, maar werden toch teruggeworpen tot het zuiden van de hedendaagse provincie Thanh Hoa (provincie). In 1069 viel Dai Viet Quoc onder koning Ly Thanh Tong opnieuw Champa binnen, plunderden Vijaya en namen de Cham koning Rudravarman III (Che Chu) gevangen. Ze lieten hem gaan in ruil voor de annexatie van de provincies Dia Ly, Ma Linh en Bo Canh (de hedendaagse provincies Quang Binh en Quảng Trị. 
In de 12e eeuw viel het rijk van de Khmers Champa binnen en veroverde de delta van de Mekong. Maar in 1217 werden Champa en het Khmer-rijk bondgenoten in de strijd tegen Vietnam, een gezamenlijke strijdmacht overwon een Vietnamees invasieleger. De Khmers gaven hierop tijdelijk de Mekongdelta terug aan Champa. Laat in de 13e eeuw viel het Mongoolse leger van Koeblai Khan Champa binnen en bezette het land vijf jaar lang, totdat het in 1287 door de Vietnamezen bevrijd werd. 
In 1307 trouwde koning Jaya Sinhavarman III (Che Man) met de Vietnamese prinses Huyen Tran, en vanaf dat moment stonden de Vietnamezen alleen nog maar door hen gecontroleerde koningen op de troon van Champa toe. 
Alleen koning Che Bong Nga verzette zich hier nog tegen en slaagde erin de delta van de Rode Rivier te bezetten en Thang Long (Hanoi) te plunderen in 1372. Hij stierf op het slagveld in 1382. Zijn opvolgers slaagden er echter niet in om het herwonnen gebied te behouden. In 1402 viel Ho Quy Ly Champa binnen en dwong koning Campadhiraya om Indrapura (nabij Đà Nẵng in het hedendaagse Quang Nam) en Amaravati aan Vietnam af te staan. 
In 1471, na een langzame expansie naar het zuiden door het Vietnamese keizerrijk Dai Viet Quoc, veroverde een leger van de Vietnamese Le-dynastie de belangrijkste gebieden van het koninkrijk Champa rond het huidige Đà Nẵng. Champa verloor ongeveer 60.000 soldaten en ongeveer 60.000 mannen werden afgevoerd in Vietnamese slavernij. Hierdoor werd Champa gereduceerd tot enkele gebieden rond Nha Trang en uiteindelijk in 1822 volledig door Vietnam geannexeerd. 